# Pentaphragma cyrtandriforme
Pentaphragma cyrtandriforme är en tvåhjärtbladig växtart som beskrevs av Airy Shaw. Pentaphragma cyrtandriforme ingår i släktet Pentaphragma och familjen Pentaphragmataceae. Inga underarter finns listade i Catalogue of Life.